# Fort Scott
Fort Scott è un comune degli Stati Uniti d'America, capoluogo della contea di Bourbon, nello Stato del Kansas.
Secondo il censimento del 2010 vi abitano 8087 persone: il 90,3% della popolazione è bianca, il 4,7% afroamericana, lo 0,8% nativa americana, lo 0,6% asiatica, lo 0,8% di altre etnie e il 2,9% di due o più etnie.
Fort Scott è dotata di un aeroporto.

## Geografia fisica

### Clima
Il clima è subtropicale, con estati calde e umide e inverni freddi.
| Mese                  | Mesi | Mesi | Mesi | Mesi  | Mesi  | Mesi  | Mesi  | Mesi | Mesi  | Mesi  | Mesi | Mesi | Stagioni | Stagioni | Stagioni | Stagioni | Anno    |
| Mese                  | Gen  | Feb  | Mar  | Apr   | Mag   | Giu   | Lug   | Ago  | Set   | Ott   | Nov  | Dic  | Inv      | Pri      | Est      | Aut      | Anno    |
| --------------------- | ---- | ---- | ---- | ----- | ----- | ----- | ----- | ---- | ----- | ----- | ---- | ---- | -------- | -------- | -------- | -------- | ------- |
| T. max. media (°C)    | 4    | 8    | 14   | 20    | 25    | 30    | 33    | 32   | 28    | 22    | 13   | 7    | 6,3      | 19,7     | 31,7     | 21       | 19,7    |
| T. min. media (°C)    | −7   | −4   | −1   | 7     | 13    | 18    | 21    | 19   | 14    | 8     | 1    | 4    | −2,3     | 6,3      | 19,3     | 7,7      | 7,8     |
| T. max. assoluta (°C) | 25   | 28   | 33   | 36    | 37    | 41    | 49    | 45   | 43    | 37    | 29   | 24   | 28       | 37       | 49       | 43       | 49      |
| T. min. assoluta (°C) | −27  | −26  | −21  | −8    | −1    | 5     | 10    | 9    | −1    | −8    | −18  | −28  | −28      | −21      | 5        | −18      | −28     |
| Precipitazioni (mm)   | 40,1 | 47,2 | 84,8 | 101,9 | 125,5 | 145,0 | 110,7 | 97,3 | 119,1 | 108,7 | 87,9 | 52,8 | 140,1    | 312,2    | 353,0    | 315,7    | 1 121,0 |
| Nevicate (cm)         | 10,4 | 10,2 | 8,1  | 1,0   | 0,0   | 0,0   | 0,0   | 0,0  | 0,0   | 0,3   | 3,3  | 9,1  | 29,7     | 9,1      | 0,0      | 3,6      | 42,4    |